# Sambik Bangkol
Sambik Bangkol is een bestuurslaag in het regentschap Noord-Lombok van de provincie West-Nusa Tenggara, Indonesië. Sambik Bangkol telt 5969 inwoners (volkstelling 2010).